# Léon Darnis
Léon Joseph Darnis, né le 20 juillet 1928 à Mont-Dore (Puy-de-Dôme) et mort le 24 octobre 2023 au Poiré-sur-Vie,, est un homme politique français, député de la Vendée de 1974 à 1978.

## Biographie
Diplômé de l'École nationale vétérinaire de Maisons-Alfort en 1952, Léon Darnis s'installe comme praticien au Poiré-sur-Vie (Vendée). Entré au conseil municipal de cette commune en 1965, il en devient le maire de 1977 à 2001.
Suppléant de Vincent Ansquer, député de la 4e circonscription de la Vendée, il lui succède quand ce dernier est nommé ministre du Commerce et de l'artisanat en 1974. Il siège alors au sein du groupe Union des démocrates pour la République et est membre de la commission de la production et des échanges. 
Il est membre des différents partis gaullistes (UDR puis RPR) qui se succèdent au cours de ses mandats.
Il publie, après sa retraite, un ouvrage de référence sur les verres à inclusion du XIXe siècle (1800-1870), objets décoratifs et artistiques illustrés de personnages historiques, de motifs floraux ou de symboles amoureux. Il en retrace l'histoire et les techniques, et il en présente de nombreux exemples tirés de sa collection personnelle.

## Détail des fonctions et des mandats
- 29 juin 1974 – 2 avril 1978 : Député de la 4e circonscription de la Vendée (en remplacement de M. Vincent Ansquer)
- 20 mars 1977 – 18 mars 2001 : Maire du Poiré-sur-Vie

## Distinctions
- Chevalier de la Légion d'honneur (2002)[4]